# London Filmmakers Co-Op
La London Filmmakers Co-op (també denomidada LFMC) fou una organització cinematogràfica autogestionada per artistes originada en el 1966. La LFMC era la única cooperativa que exercia com a productora i distribuidora de films que es trobaven fora del corrent cinematogràfic mainstream o pel·lícules experimentals. La cooperativa va deixar de funcionar com a entitat independent en el 1997, any en què es va ajuntar amb London Video Arts per crear el LUX Centre.

## Inicis
La LFMC va ser originada en el 1966 amb les seves arrels en Better Books, una llibreria de Londres que, més que una tenda, era un centre social on s'organitzaven exposicions, performances i projeccions. Better Books, fundada per Bob Cobbing, va transformar-se en el lloc de trobada de la cultura underground i, posteriorment, en la seu de la LFMC. La gent que hi anava eren aficionats al cinema d'art i a l'assaig internacional. La idea de crear la LFMC va estar basada en una cooperativa de New York creada per John Mekas: The Film-Makers' Cooperative (1962). Agafant com a referència la cooperativa americana, es va fundar la London Filmmakers Co-op en el 1966, situada, com ja hem dit, en la Better Books. Entre els fundadors es trobaven Bob Cobbing, Jeff Keen i Simon Hartog. Durant el primer any de funcionament, es va organitzar el Spontaneous Festival of Underground Films que va servir per donar a conèixer la nova cooperativa. Es van projectar pel·lícules de l'avantguarda americana com, per exemple, Scorpio Rising de Kenneth Anger.
Un any després d'ésser fundada la LFMC, la llibreria Better Books va tancar i els fundadors van dirigir la LFMC des dels seus domicilis particulars,  organitzant projeccions a altres localitats com el Arts Lab, un centre artístic que es va obrir aquell mateix any (1967). Durant aquells anys, una segona generació d'artistes més joves van començar a dirigir la cooperativa, realitzant canvis radicals dins el funcionament d'aquesta. Va ser l'època en què la cooperativa va començar a exercir com a productora i es van constuir facilitats per a la producció de films. Aquesta iniciativa va sorgir degut a que la gran majoria de projeccions realitzades per la cooperativa eren americanes i molt poques eren "domèstiques". Doncs, la LFMC va començar a produir diferents pel·lícules, la majoria de les quals tenien intenció d'atacar als principals mitjans de comunicació i les seves polítiques.

## Dissolució
La London Filmmakers' Co-op va sobreviure com a cooperativa independent fins al setembre del 1997 amb la creació del LUX Centre, un centre ubicat a Hoxton Square, Londres. La LFMC va unir-se a LUX Centre, juntament amb la London Video Arts (LVA) amb l'objectiu de concentrar els recursos de les dues organitzacions en una mateixa cooperativa. El LUX Centre distribuïa els projectes realitzats per la LFMC i la LVA. A més, aquest tenia una sala de cinema controlada per la LFMC, facilitats per la producció i postproducció de pel·lícules i una galeria d'art controlada per la LEA. El LUX Centre va tancar per problemes econòmics cap a l'octubre del 2001. Tot i així, en el 2002 es va originar una nova empresa anomenada LUX amb l'objectiu de protegir les col·leccions de les diferents cooperatives que havien format el LUX Centre en 1997. Avui dia l'empresa LUX segueix en funcionament.